# Ripkeniella petrophila
Ripkeniella petrophila es una especie de molusco gasterópodo de la familia Cochlicellidae en el orden de los Stylommatophora. Es la única conocida en su género.

## Distribución geográfica
Es  endémica de La Gomera, en las Islas Canarias (España).